# Amanvillers
Amanvillers (Duits: Amanweiler, 1940-44: Almansweiler) is een gemeente in het Franse departement Moselle (regio Grand Est). Amanvillers telde op 1 januari 2022 2.154 inwoners.
De gemeente maakt desinds 22 maart 2015 deel uit van het kanton Rombas. Daarvoor hoorde het bij het kanton Marange-Silvange, dat toen opgeheven werd. Het arrondissement Metz-Campagne fuseerde met het arrondissement Metz-Ville tot het huidige arrondissement Metz.
Het dorp was bezit van de Abbaye Saint-Vincent de Metz in de gelijknamige Vrije rijksstad.

## Geografie
De oppervlakte van Amanvillers bedroeg op 1 januari 2022 9,76 vierkante kilometer; de bevolkingsdichtheid was toen 220,7 inwoners per km².

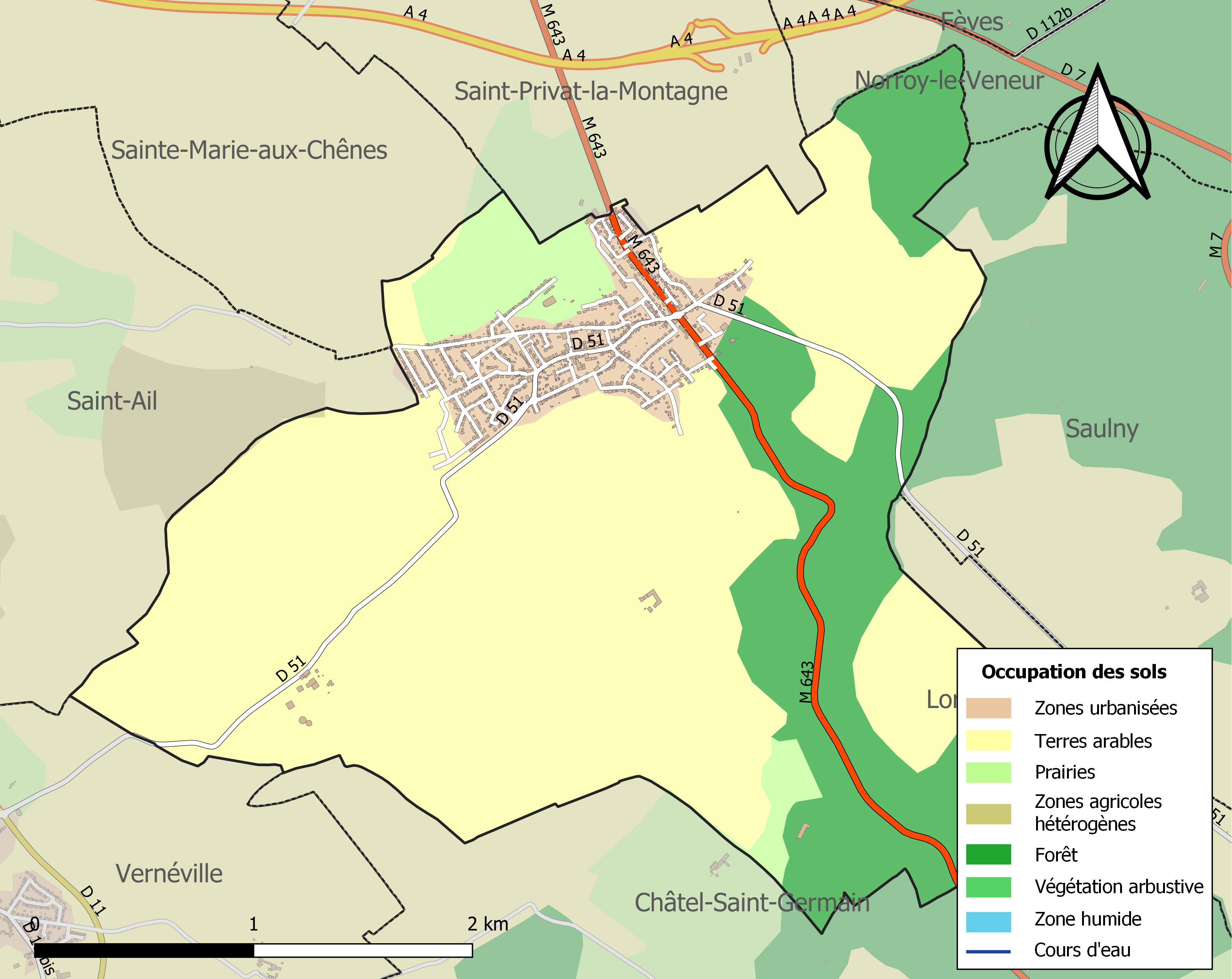
Kaart van de gemeente met de belangrijkste infrastructuur, bodemgebruik en omliggende gemeenten

## Demografie
Onderstaande figuur toont het verloop van het inwonertal (bron: INSEE-tellingen).